# Cerro Nahuel Pan
Cerro Nahuel Pan är ett berg i Argentina.   Det ligger i provinsen Chubut, i den sydvästra delen av landet, 1 500 km sydväst om huvudstaden Buenos Aires. Toppen på Cerro Nahuel Pan är 755 meter över havet.
Terrängen runt Cerro Nahuel Pan är kuperad åt nordväst, men åt sydost är den bergig. Terrängen runt Cerro Nahuel Pan sluttar västerut. Närmaste större samhälle är Esquel, 8,4 km norr om Cerro Nahuel Pan. 
Omgivningarna runt Cerro Nahuel Pan är i huvudsak ett öppet busklandskap. Runt Cerro Nahuel Pan är det mycket glesbefolkat, med 4 invånare per kvadratkilometer.